# II. třída okresu Brno-město
 II. třída okresu Brno-město  (Brněnský městský přebor) tvoří s ostatními skupinami II. třídy osmou nejvyšší fotbalovou soutěž v Česku. Hraje se každý rok od léta do jara se zimní přestávkou. Na konci ročníku nejlepší dva týmy postupují do I. B třídy Jihomoravského kraje (do skupiny A nebo B) a dva nejhorší týmy sestoupí do III. třídy okresu Brno-město

## Vítězové
| Ročník    | Vítězný tým                                     |
| --------- | ----------------------------------------------- |
| 1968/1969 | TJ Sokol Žabovřesky                             |
| 1969/1970 |                                                 |
| 1970/1971 | TJ Sokol Soběšice                               |
| 1971/1972 | TJ Tatran Maloměřice                            |
| 1972/1973 | TJ Zbrojovka Brno „C“                           |
| 1973–1975 | ...                                             |
| 1975/1976 | TJ Slovan Židenice                              |
| 1976/1977 | TJ Lokomotiva Brno-Horní Heršpice               |
| 1977/1978 | TJ Kovopodnik Brno-Chrlice                      |
| 1978/1979 | ...                                             |
| 1979/1980 | ...                                             |
| 1980/1981 | TJ Spartak Líšeň                                |
| 1981/1982 | TJ Kovopodnik Brno-Chrlice                      |
| 1982–1992 | ...                                             |
| 1991/1992 | FC Komín                                        |
| 1992/1993 | TJ Sokol Bystrc-Kníničky „B“                    |
| 1993/1994 | FC Soběšice                                     |
| 1994/1995 | …                                               |
| 1995/1996 | TJ Start Brno                                   |
| 1996/1997 | FC Dosta Bystrc-Kníničky „B“                    |
| 1997/1998 | FK SK Bosonohy                                  |
| 1998/1999 | FK FC Žabovřesky                                |
| 1999/2000 | …                                               |
| 2000/2001 | FC Tatran Brno-Bohunice „B“                     |
| 2001/2002 | SK Slatina                                      |
| 2002/2003 | SK Moravská Slavia Brno                         |
| 2003/2004 | FC Dosta Bystrc-Kníničky „B“                    |
| 2004/2005 | SK Tuřany                                       |
| 2005/2006 | SK Líšeň „B“                                    |
| 2006/2007 | TJ Tatran Starý Lískovec                        |
| 2007/2008 | SK Řečkovice                                    |
| 2008/2009 | TJ Tatran Starý Lískovec                        |
| 2009/2010 | SK Žebětín                                      |
| 2010/2011 | TJ Tatran Kohoutovice                           |
| 2011/2012 | SK Chrlice                                      |
| 2012/2013 | SK Řečkovice                                    |
| 2013/2014 | TJ Tatran Bohunice „B“                          |
| 2014/2015 | Lokomotiva Brno Horní Heršpice                  |
| 2015/2016 | TJ Start Brno                                   |
| 2016/2017 | SK Jundrov                                      |
| 2017/2018 | FC Svratka Brno „B“                             |
| 2018/2019 | AC Lelekovice                                   |
| 2019/2020 | SK Obřany (neúplný ročník)                      |
| 2020/2021 | Lokomotiva Brno Horní Heršpice (neúplný ročník) |
| 2021/2022 | Lokomotiva Brno Horní Heršpice                  |
| 2022/2023 |                                                 |